# 蘇花公路安全提升計畫
臺9線蘇花公路安全提升計畫（簡稱蘇花安）是針對臺灣台9線蘇花公路未納入蘇花改的3大路段進行安全提升的計畫，分別為東澳及南澳段（9.3公里）、和平及和中段（5.5公里）、和仁及崇德段（15.1公里），全長29.9公里，隧道14.9公里，橋樑11.8公里，路工3.2公里。
原本外界對和仁~崇德段長隧道方案尚有雜音，但歷經2023年1月12日大清水隧道南口之明隧道（159.3公里處）坍方與2024年花蓮0403大地震，最終該路段確定採用長隧道方案。
2024年2月20日，本計畫與國道5號銜接蘇花改進行環評初審，兩案裁定補件再審。同年5月14日，本計畫與國道5號銜接蘇花改通過環評初審。同年8月6日，本計畫與國道5號銜接蘇花改通過環評大會審查。
2025年8月14日，行政院核定總經費新臺幣1056.48億元。暫定2026年下半年開工建造，預計2032年完工通車。

## 計畫目標
- 既有路段截彎取直提升安全，大幅減少極端氣候預警性封路機率，提供安全可靠回家路。[3]
- 永續工程與環境建設，有利大眾運輸發展促進地區觀光產業。
- 提高花蓮、宜蘭生活圈與臺北都會區之可及可靠性，實現地方生活圈之構想，均衡區域發展。[3]
- 避免採原蘇花高路廊造成環境衝擊。[3]

## 方案評估

#### 規劃設計標準
- 依原蘇花改計畫，設計速率70公里（除仁水隧道採50公里）以上之線型標準，選線預留提速需求；目前速限規劃設定70公里。[2]
- 因花蓮0403大地震之故，規格全面比照中華民國國道採7級抗震標準設計，易落石區和平～和中橋樑採大跨距設計。[19]

#### 横斷面配置
- 考量防災暨交通管理所需空間及系統之一致性，沿用蘇花改之斷面（必要時加以優化）。[3]

#### 選線原則
- 東澳~南澳段
  - 路線端點活化聚落產業發展
  - 迴避烏石鼻自然保留區及觀音海岸野生動物重要棲息環境
  - 迴避特定水保區及自來水保護區
  - 路廊地質水文掌握性
  - 預留鐵路發展空間
- 和平~和中段
  - 與蘇花改B段（南澳~和平段）銜接處理
  - 鄰近鐵路、和平工業區路廊狹小
  - 台9線146~149K路段為易落石區與地質敏感區[20][21][22]
  - 地磅站整合及設置區位考量
  - 維持台9線通行
  - 臨近台灣水泥勇士山礦區[2]
  - 與蘇花改C段（和中~大清水段）銜接處理
- 和仁~崇德段
  - 與蘇花改C段銜接處理
  - 既有隧道單孔雙向，路幅狹小，車輛混流
  - 地磅站設置考量
  - 通過太魯閣國家公園處理對策
  - 長隧道橫坑設置考量
  - 通過落石區域評估考量
  - 鐵、公路通過考量

#### 地方意見[23][24][25]
- 和仁~崇德段，地方建議採用長隧道方案，避開崇德聚落減少車輛回堵村內問題並減少人車爭道[26][27]
  - 反對方居民、前花蓮縣議會議長賴進坤、時任秀林鄉代主席賴俊傑、時任花蓮區漁會常務監事王鐙億（現名王登義）、時任崇德村長卓明義、花蓮縣議員鄭寶秀與邱光明、時任秀林鄉代程美蓮等當地民代[28][29]主張設立外環道及服務區會影響商家生計、減損當地土地價值與破壞生態文化而反對興建服務區和外環道。[30][31][32]
  - 支持方居民則反駁反對方係基於自家生意與個人利益而寧願車流塞在崇德社區且忽視崇德地區車禍頻傳[29][33][34]與部分居民不遵守交通規則之問題[35][36][37][38][39][40]，另有支持者表示現在務農的人不多且為了部落與孩子發展應好好開發服務區及開闢外環道；時任花蓮縣議員田韻馨則認為設置服務區確實有助部落經濟及觀光文化發展[29][41]；時任崇德村達基力部落主席高陳宏明則表示需考量崇德社區塞車問題及部落居民生機[28][42]。
- 和中~和仁段[43]
  - 台灣水泥、反對方和平村民、花蓮縣議員程美蓮、和平村長董蓮怡、時任和中部落主席王清高等人為了部落生計，憂心和平市區被高架直接通過後會影響部落跟台泥DAKA園區經濟而反對主方案（中仁隧道高架延伸至漢本土堤）[28][44][45]；希望能採用替選方案讓車流先進入和平部落，過了台泥DAKA園區之後，在和平車站以後才開始高架。[46][47][43]
  - 花蓮縣議員邱光明、秀林鄉代表會鄉民代表王則元與白秀娟則發言支持工程單位規劃的主方案（中仁隧道高架延伸至漢本土堤）[43]；邱光明說，不只要趕快做，未來最好是要提速到80，而且還要蓋四線道，要不然每逢連假就從崇德塞車到三棧，而崇德休息站之後，也最好直接蓋直線的新橋接往新城，截彎取直不要繞道。也有支持方民眾說，和平應該以DAKA為中心，結合周遭的和中海灘、澳花瀑布、漢本海洋驛站，發展深度觀光才是長久的發展之道，絕非把車流導入部落，用紅綠燈攔住南北往來車流就可以創造錢潮；和平社區協會理事薛有才亦提到計畫路線與各景點連結並不遠，本地的景點應發展自身特色才能吸引觀光客停留，並支持主方案路線。[43][48][49]
  - 秀林鄉代表會主席駱燕玲說，到底要拉直線還是選擇替代方案部份高架，由於她不是和平村的居民，所以無法得知在地部落居民的看法是如何，她認為部落需要開個部落會議來認真的討論這個問題、好好思考，任何人都無法代表當地的人，沒辦法幫他們做決定。[50][43]
- 東澳~南澳段，基於行車安全及紓解交通雙重考量，地方建議應採高架設計及採用立體交叉[28][51]，不要把路線開進南澳平面道路及市區而造成交通打結[52][53]
  - 蘇澳鎮長李明哲表示：希望儘速完成東澳南澳段，如花蓮地區仍未有共識則建議辦理脫鉤。[54]
  - 南澳鄉代會主席李元亮表示：切割三路段，先執行東澳南澳段的環評；且重大建設不須開部落會議亦可，請原民會說明是否能省略部落諮商同意權。[55]
  - 立法委員伍麗華表示：將三路段環評同時提送，縮短總工期，讓蘇花安計畫早日完成。[55]

## 計畫路線
本計畫長度約29.9公里，針對以下路段進行改善（分3大段） :

### 東澳~南澳段（長約9.3公里）
- 本改善路段共有三條路線方案:
  - 海線、山線（內陸線）、中間（中央線）

#### 海線
- 與鐵路隧道平行，並避開環境敏感區（預估經費為207億元）

#### 山線
- 部分走蘇花高路廊，但會通過自來水質水量保護區，對環境影響大（經費為232億元）

#### 中間線
- 經原宜五特保區，施建竪井及施工便道，路線長度相對較短（經費為190億元）

#### 東澳與南澳端點銜接
- 東澳端點
  - 平交案
    - 平面路口銜接

  - 立交案
    - 立體高架銜接
- 南澳端點
  - 海1 平交案
    - 平面路口銜接

  - 海2A 立交案
    - 立體高架銜接

  - 海2B 立交案
    - 全立體高架銜接
- 公路總局於評估各方案建議選取之路線:
  - 建議選海線（此方案路線因於工程規模經費、地質掌握與環境敏感均較具綜合優勢，預計於2032年完工並通車，經費為207億元）[58]
  - 而公路總局亦建議在東澳與南澳的銜接端點採立體化工程（海2B全立體），可有助交通運輸
- 2021年11月:環評資料上架，文件顯示本段北起幸福高架橋，南接南澳南溪路堤，全長10.5公里，包括一座長4.7公里之長隧道（南澳隧道），2座地磅站分別為東澳地磅站及南澳地磅站。[59]
- 2022年更新環評資料，全長縮為9.3公里，南澳端點從南澳南溪路堤改至蘇花改南澳交控中心處銜接，朝陽漁港及南澳南溪路堤增加匝道。[60][45]
- 2023年6月27日再次更新環評資料，與2022年資料大致相同。[3]

### 和平~和中段（長約5.5公里）
- 本改善路段共有三條路廊方案:
  - 方案1:利用既有道路，路口號誌整合及改善邊坡（長約3.5公里，經費可編列常年預算執行）
  - 方案2:海側路廊，橋梁從宜蘭縣漢本起跨越和平溪、鐵路後與台9線共線路，到中仁隧道北口（長約5.5公里，經費52億元）
  - 方案3:和平工業區及礦區路廊，以隧道通過（長約4.2公里，總經費58億）
- 公路總局評估後建議選取之路廊方案:
  - 建議海側路線（經費52億元，2023年動工，並於2029年竣工）[58]
- 2021年11月:根據環評文件採用方案2，本段北起宜蘭縣漢本，南接中仁隧道北口，全長增為5.5公里，包括一座長4.9公里之橋樑（和平高架橋）。[59]
- 2022年:根據8月12日的環評文件，本段北起縮短為和平車站前起始，南接中仁隧道北口，取消穿越和平工業區及和平高架橋[45]。該路段里程縮短不穿越和平工業區之因，乃因利害關係人台灣水泥[61][45]與秀林鄉和平村民反對所致[62][60][45]。
- 2023年6月27日更新環評資料，方案回歸2021年環評資料之方案（由漢本土堤起一路高架穿越和平工業區至中仁隧道銜接）[3]，惟台泥企業團和平港公司總經理莊炳煌代表台泥表示基於公司利益仍反對此建設[20][63]，和平村居民亦以部落生計為由持續表示反對[64]。蘇花公路改善工程處副處長吳明恩表示將舉行部落諮商同意權投票並加強與地方溝通，和平~和中段部分若部落同意就是蓋全程外環高架橋，部落不同意就是維持原路線不改善，若流會則是不清楚地方想法，今年底前會把結論上呈給環保署並由上級決定是否興建[65]。
- 2024年，因應花蓮0403震災分析檢討及考量和平至和中路段落石量體與彈跳距離，該段工程設計將採加大跨徑及減少落墩方式通過易落石區與另搭配防撞鋼板包覆墩柱確保安全性，並參採此次工址震度及地表最大加速度來強化橋梁的耐震能力[66]。同年6月29日，和平村吾谷子（和中）部落重啟部落會議並通過決議興建蘇花安和平~和中段[67]。同年7月31日，同村克尼布（和平）部落重啟部落會議決議通過興建蘇花安，和平～和中段定案[68]。

### 和仁~崇德段（長約15.1公里）
- 本改善路段共有三條路線方案:
  - 方案1:延續仁水隧道，以兩座短隧道方式局部改線，分別是2.4及2.5公里（總經費為100億元）
  - 方案2:長隧道長10.2公里，自蘇花改C段中仁隧道終點起始及改建卡南橋，通過太魯閣國家公園，終點為崇德太魯閣大橋前（總長15.1公里，總經費為222億元）
  - 方案3:長隧道9.7公里，自台9線和仁車站附近起始，通過太魯閣國家公園，終點是崇德（總長14.3公里，總經費為214億元）
- 公路總局評估後建議採取之方案及替運方案:
  - 方案1為建議方案（總經費為100億元，預計於2032完工並通車），並建議保留方案3（總經費為214億元）為替選方案[58]
- 2021年8月28日：傳出路線選線有譜，和仁到崇德段傾向採用長隧道方案（方案2），另外也規劃蘇花安在崇德村下崁設置「崇德服務區」，成台9線蘇花公路首個省道服務區。[69]
- 2021年11月: 根據環評文件採用方案2，本段北起中仁隧道南口，南接台九線崇德太魯閣大橋前，全長15.1公里，包括一座長10.2公里之長隧道（崇德隧道），卡南橋進行改建，2座地磅站分別為和仁地磅站及崇德地磅站。建築工程為：1座變電站、輸配線路，1座公路警察廳舍、1座消防救災房舍，新增1座崇德服務區。[59]
- 2022年:根據8月12日的環評文件，長隧道方案部分改採用方案3（隧道長9.7公里，長隧道北洞口移至和仁車站前），卡南橋則不進行改建。[70][60][45]
- 2023年6月27日更新環評資料，方案回歸2021年環評資料之方案（10.2公里之長隧道、卡南橋進行改建，維持興建崇德服務區，另增加橋下道路花3線鄉道改善及板下匝道）[3]。7月15日和平村卡那岸（和仁）部落會議投票通過，7月22日崇德村得吉利（崇德）部落會議投票通過，和仁~崇德段定案[71][72]。

## 交流道（含蘇花改）
| 蘇花改／蘇花安路線設施里程一覽表 |      |        |          |                      |            |               |                                                       |                                                       |
| 標誌                             | 里程 | 名稱   | 順樁預告 | 逆樁預告             | 形式       | 通車日        | 銜接道路 →聯絡地區                                    |                                                       |
|                                  | 104  | 蘇澳端 |          | 蘇澳交流道 冬山 頭城 | 直接式     | 2006年1月22日 | 台2線⇔台9線（蘇港路） · →蘇澳鎮、蘇澳車站             |                                                       |
| － 隧道 已通車                   |      |        |          |                      |            |               |                                                       |                                                       |
|                                  |      | 永樂   |          |                      | 半套Y型    | 預計2032年    | 永樂交流道                                            | 永樂交流道                                            |
| － 隧道 已通車                   |      |        |          |                      |            |               |                                                       |                                                       |
| － 隧道 已通車                   |      |        |          |                      |            |               |                                                       |                                                       |
|                                  |      | 東澳   |          |                      | 鑽石型     | 預計2032年    | 台9丁線 · →蘇澳鎮東澳、南澳鄉東岳                     | 台9丁線 · →蘇澳鎮東澳、南澳鄉東岳                     |
| － 隧道                          |      |        |          |                      |            |               |                                                       |                                                       |
|                                  |      | 南澳   |          |                      | 分離鑽石型 | 預計2032年    | 台9丁線 · →南澳鄉武塔                                 | 台9丁線 · →南澳鄉武塔                                 |
| － 隧道 已通車                   |      |        |          |                      |            |               |                                                       |                                                       |
| － 隧道 已通車                   |      |        |          |                      |            |               |                                                       |                                                       |
| － 隧道 已通車                   |      |        |          |                      |            |               |                                                       |                                                       |
|                                  |      | 和平   |          |                      | Y型        | 預計2032年    | 台9丁線 · →南澳鄉澳花（漢本）、秀林鄉和平、和平工業區 | 台9丁線 · →南澳鄉澳花（漢本）、秀林鄉和平、和平工業區 |
| － 隧道 已通車                   |      |        |          |                      |            |               |                                                       |                                                       |
|                                  |      | 和仁   |          |                      | 鑽石型     | 預計2032年    | 台9丁線 · →秀林鄉和仁                                 | 台9丁線 · →秀林鄉和仁                                 |
| － 隧道                          |      |        |          |                      |            |               |                                                       |                                                       |
|                                  |      | 崇德   |          |                      | 半套Y型    | 預計2032年    | 台8線 · →秀林鄉崇德、崇德服務區、太魯閣國家公園       | 台8線 · →秀林鄉崇德、崇德服務區、太魯閣國家公園       |
| － 服務區 需透過崇德交流道進出   |      |        |          |                      |            |               |                                                       |                                                       |
| （下接花東快速公路）             |      |        |          |                      |            |               |                                                       |                                                       |

## 計畫必要性
- 建構蘇花路廊全天候365天區域公路維生系統
- 蘇花改A段（蘇澳~東澳段）、蘇花改B段（南澳~和平段）、蘇花改C段（和中~大清水段）完工通車，其餘路廊仍面臨風災預警性封閉管制。

## 各路段之計畫期程
- 2019年12月20日，可行性研究已獲得行政院同意
- 2025年8月14日，行政院核定總經費新臺幣1056.48億元。[18]

#### 東澳~南澳段
- 預計2020~2024年（工期約60個月），進行綜合規劃及環評。
- 預計2024~2025年（工期約24個月），進行工程設計作業。
- 預計2024~2025年（工期約24個月），進行用地取得作業。
- 預計2025~2032年（工期約90個月），本路段將會發包施工。

#### 和平~和中段
- 預計2020~2024年（工期約30個月），進行綜合規劃及環評。
- 預計2024~2025年（工期約24個月），進行工程設計作業。
- 預計2024~2025年（工期約24個月），進行用地取得作業。
- 預計2024~2031年（工期約64個月），本路段將會發包施工。

#### 和仁~崇德段
- 預計2020~2024年（工期約30個月），進行綜合規劃及環評。
- 預計2024~2025年（工期約24個月），進行工程設計作業。
- 預計2024~2025年（工期約24個月），進行用地取得作業。
- 預計2025~2032年（工期約88個月），本路段將會發包施工。

## 外部連結
- 台9線蘇花公路安全提升計畫 交通部公路總局蘇花公路改善工程處 （页面存档备份，存于）
- 蘇花安路線主要方案(Google Maps)
- 台9線蘇花公路安全提升計畫環境影響說明書 行政院環境部 （页面存档备份，存于）